# Denver Harbor (Houston)

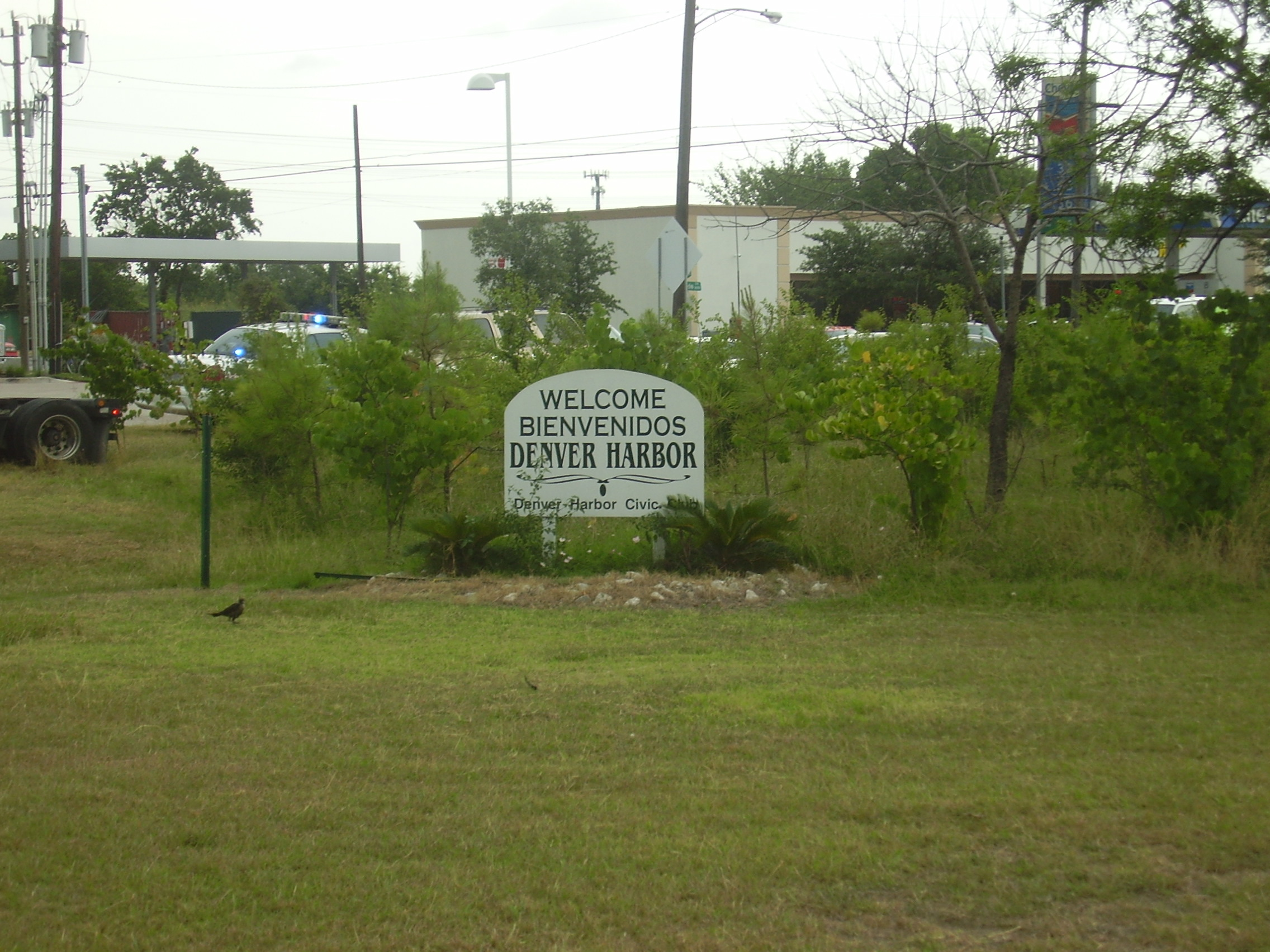
Denver Harbor

Denver Harbor es un barrio en el este del Houston, Texas, cerca del Houston Ship Channel. Los límites del barrio son Wallisville Road, el Houston Belt and Terminal Railroad, el Southern Pacific Railroad ("Ferrocarril Southern Pacific"), y el Port Authority Railroad. Los primeros colonos llegaron a los años 1890. En 1911 y 1913 la lotificación se completó. Tiene muchas casas históricas, incluyendo bungalows y cottages. La mayoría de la población es hispano. Anteriormente, el apodo del barrio era "Podunk."

## Parques
La Ciudad de Houston gestiona el Parque Selena Quintanilla Pérez Park-Denver Harbor, que nombrado de Selena. Denver Harbor tiene el Parque Cliff Tuttle Park, y el Parque Santos y Esther Nieto.

## Educación

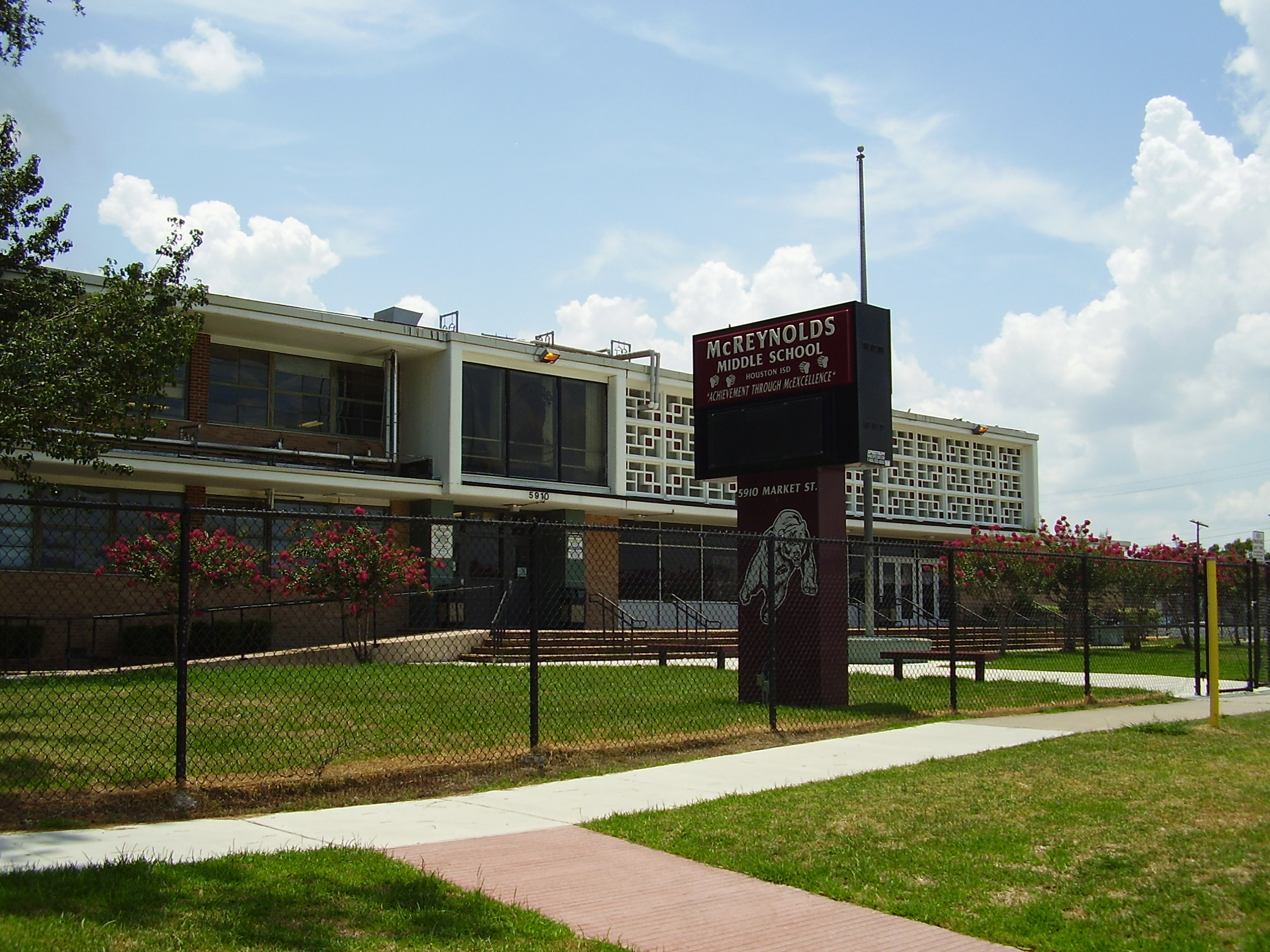
Escuela Media McReynolds

El Distrito Escolar Independiente de Houston gestiona escuelas públicas. Escuelas primarias públicas que sirven Denver Harbor son Eliot, Raul C. Martínez, Pugh, y Scroggins. La Escuela Media McReynolds y la Escuela Preparatoria Wheatley sirven todas las áreas en Denver Harbor.
La Arquidiócesis de Galveston-Houston gestiona la Resurrection School, una escuela católica PK-8.
La Biblioteca Pública de Houston gestiona bibliotecas públicas. La Biblioteca Sucursal Cliff Tuttle sirve Denver Harbor.
El Houston Community College sirve Denver Harbor.

## Transporte
La Autoridad Metropolitana de Tránsito del Condado de Harris (METRO) gestiona servicios de transporte.

## Galería

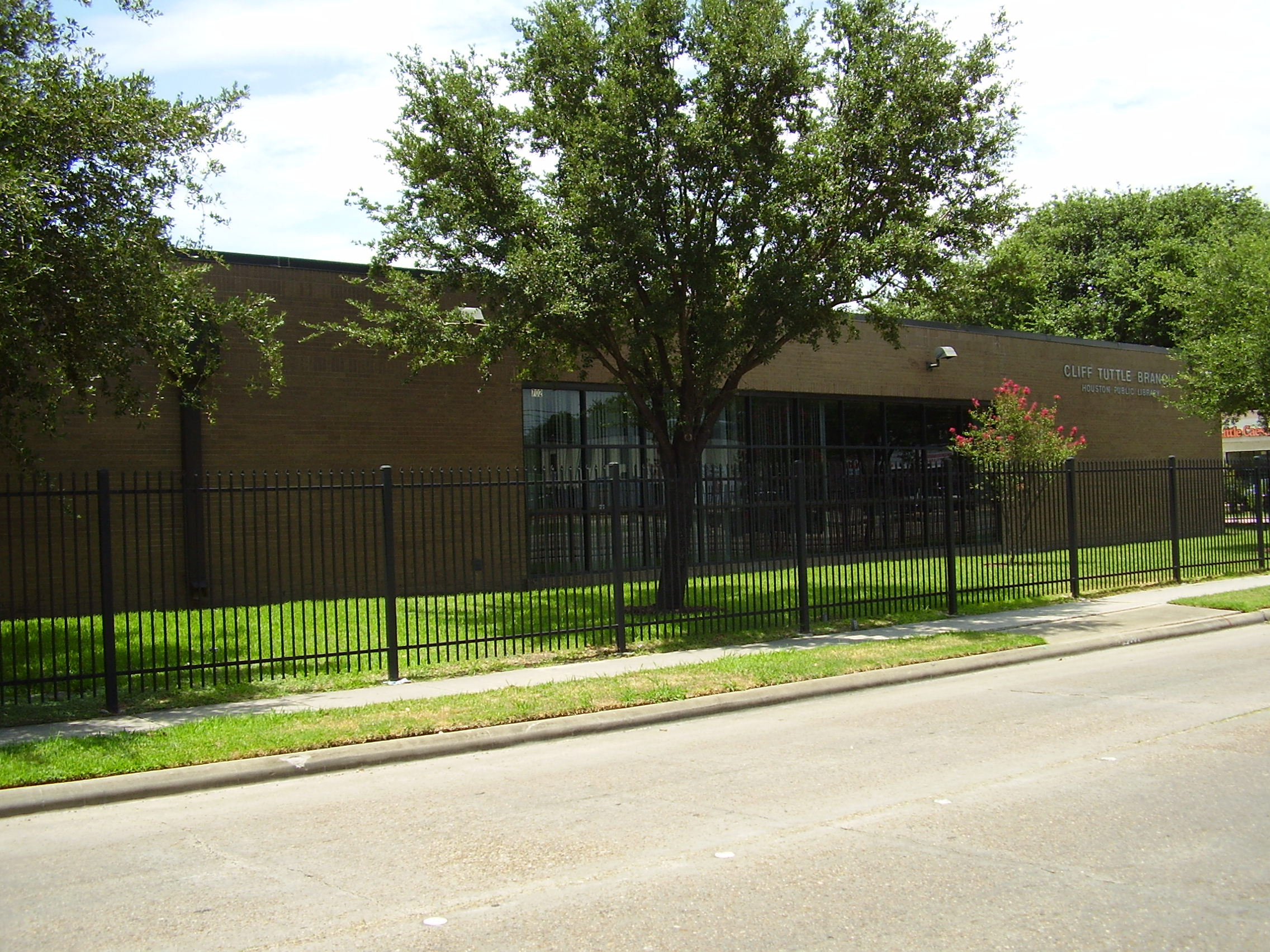
Biblioteca Sucursal Cliff Tuttle